# ジュニアマイスター顕彰制度
ジュニアマイスター顕彰制度（ジュニアマイスターけんしょうせいど）とは、2001年4月1日から施行された公益社団法人 全国工業高等学校長協会（全工協会）主催の顕彰制度である。

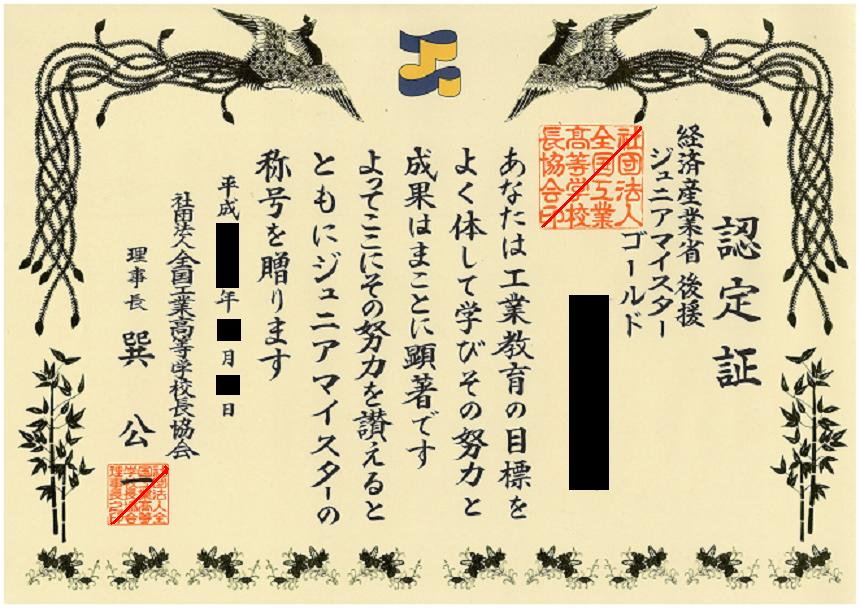
ジュニアマイスター・ゴールド認定証の例

## 概要
全国の工業系学科・工業高校に在籍する高校生が、各種の国家資格や検定を取得した場合、また協会が指定した大会・コンクールで好成績を収めた場合に、区分表に定められた点数を与え、その得点の合計が20点以上の場合、ジュニアマイスターブロンズの称号を授与し、合計が30点以上の場合、ジュニアマイスターシルバーの称号を授与し、合計が45点以上の場合、ジュニアマイスターゴールドの称号を授与するものである。また、SランクまたはAランクが1つ以上かつ、上位8つの資格の合計点数が60点以上の場合は学校長の推薦で個人特別顕彰を受ける事ができる。個人特別表彰を受けられる生徒は毎年100名ほどであり、その中でも優秀な者を全国工業高等学校長協会理事長賞として表彰し、さらにその中の優秀な者には経済産業大臣賞に推薦される。
なお認定証の鳳凰や桐の葉、竹などの枠であるがスキャナーの都合上、画面には黒く映ってしまうが実際はゴールドは金色、シルバーは銀色、ブロンズについては銅色が塗色される。
この制度は社会が求める専門的な知識・技能・資格を持つ生徒を輩出することを目的とし、社会及び大学や企業に向けた工業高校の評価向上や、生徒の学習意欲の向上を目指して設立された。
申請は前期（6月上旬～中旬）と後期（1月下旬）の2回行われ、県別・系（科）別・得点別の分布状況や申請上位校、個人特別表彰者のリストなどが全工協会、ジュニアマイスターのページに公開される。

## 区分
それぞれの資格・検定、またコンクールの入賞のランク付けについては、全工協会から年二回改定され、公表される。それぞれの具体的な点数についてはジュニアマイスター顕彰に係わる区分表を参照のこと。